# Along the Navajo Trail
Along the Navajo Trail è un film del 1945 diretto da Frank McDonald.
È un film western a sfondo romantico statunitense con Roy Rogers, George 'Gabby' Hayes e Dale Evans. È basato sul romanzo del 1938 Sleepy Horse Range di William Colt MacDonald.

## Produzione
Il film, diretto da Frank McDonald su una sceneggiatura di Gerald Geraghty con il soggetto di William Colt MacDonald (autore del romanzo), fu prodotto da Edward J. White per la Republic Pictures e girato nel ranch di Corriganville a Simi Valley e nel Morrison Ranch ad Agoura, in California dall'agosto al settembre 1945.

## Colonna sonora
- Along the Navajo Trail - scritta da Larry Markes, Dick Charles e Edgar De Lange, cantata da Roy Rogers, Dale Evans, Bob Nolan e dai Sons of the Pioneers
- Cool Water - scritta da Bob Nolan, cantata da Bob Nolan e dai Sons of the Pioneers
- Saving For a Rainy Day - scritta da Jack Elliott, cantata da Roy Rogers e Dale Evans
- How'er Doing in the Heart Department? - scritta da Charles Newman e Arthur Altman
- Back in Saskatoon - scritta da Jack Elliott
- Twenty-One Years is a Mighty Long Time - scritta da Tim Spencer
- It's the Gypsy in Me - scritta da Jack Elliott, cantata da Estalita Rodriguez
- Free as Wind - scritta da Jack Elliott
- Hungarian Dance No. 5 - musica di Johannes Brahms

## Distribuzione
Il film fu distribuito negli Stati Uniti dal 15 settembre 1945 al cinema dalla Republic Pictures. È stato distribuito anche in Grecia con il titolo O cow boy kai i tsigana e in Brasile con il titolo Senda Romântica.

## Promozione
Le tagline sono:
- ""Ev'ry day, along about ev'nin', When the sunlight's beginning to fail. I ride through the slumberin' shadows, Along the Navajo Trail..." ".
- "Hear Roy Sing the Nation's No. 1 Song Hit "ALONG THE NAVAJO TRAIL" to Dale Evans".
- "When A Wild-Ridin' Cowboy Meets A Wild-Lovin' Gypsy...IT'S A CARNIVAL OF MUSICAL THRILLS!".
- "Meet Estelita Rodriguez, The Gypsy Bombshell! She's Sensational!".